# Gornji Miholjac
Gornji Miholjac is een plaats in de gemeente Slatina in de Kroatische provincie Virovitica-Podravina. De plaats telt 307 inwoners (2001).